# Ernst Orlich
Ernst Orlich (Vornamen auch Ernst Max, Ernst Maximilian und Ernestus Maximilianus; * 1. Oktober 1868 in Potsdam; † 4. März 1935 in Berlin) war ein deutscher Physiker und Hochschullehrer.

## Leben
Orlich wurde am 1. Oktober 1922 ordentlicher Professor für Elektrotechnik an der TU Berlin. 1915/16 und 1919/20 war er Vorsteher (Dekan) der Abteilung III. für Maschinen-Ingenieurwesen. 1925/26 fungierte er als Rektor, 1926/27 als Prorektor der Universität. Von 1919 bis 1931 war er Vorsteher (Direktor) des Außeninstituts.
Orlich las erstmals das Fach Theoretische Elektrotechnik an der TH Berlin, sein Hauptverdienst an dem wissenschaftlichen Ausbau in den folgenden Jahren.